# Nada (canción de Belinda)
«Nada» es el tercer sencillo de la cantante mexicana Belinda de su cuarto álbum de estudio titulado Catarsis, fue lanzado a principios de julio de 2013 a través de Capitol Latin.

## Antecedentes y composición
A través de su cuenta oficial de Twitter, Belinda dio a conocer que el tercer sencillo para promocionar el álbum sería una balada que cuenta una historia de amor imposible. La canción fue lanzada a las estaciones de radio a nivel mundial en los primeros días del mes de julio de 2013.
La canción fue escrita por la compositora estadounidense nominada a los premios Grammy, Diane Warren, mientras que la adaptación al español estuvo a cargo de la cantante Española Belinda, y fue producida por el músico y productor discográfico italiano Loris Ceroni. Es una adaptación al español de la canción "Weightless".

## Video
El 15 de octubre de 2013 se lanzó un video lírico oficial en la cuenta en YouTube de la cantante, donde se puede ver a Belinda interpretando la canción, usando paisajes invernales como fondo.

## Posicionamiento en listas
| Listas (2013)                   | Mejor posición |
| ------------------------------- | -------------- |
| México (Monitor Latino)         | 9              |
| México (Monitor Latino Pop)     | 10             |
| México (Mexico Espanol Airplay) | 22             |

## Historial de lanzamiento
| Región | Fecha              | Formato        | Discográfica |
| ------ | ------------------ | -------------- | ------------ |
| México | 5 de julio de 2013 | Radio premiere | UMLE/EMI     |